# Union Automobile Company
A Union Automobile Company foi uma empresa construtora de automóveis fundada por John William Lambert em 1902, na cidade de "União" (Indiana), na qual foram produzidos veículos equipados com transmissão por disco de atrito.
Foi instalada na cidade de União devido a incentivos concedidos pela Câmara de Comércio daquela cidade.

## Modelos
O primeiro modelo foi lançado em 1902, e foi o primeiro modelo equipado com transmissão por disco de atrito disponível no mercado, era voltado para o transporte somente do condutor, tinha 640 Kg, 4 hp/3 Kw de potência.
O segundo modelo produzido era equipado com um motor de 7 hp/5,2 kW de potência.
Em 1904, foi lançado um modelo para 5 pessoas construído em 1904, inicialmente equipado com um motor de 10 hp. Em 1905, passou a contar com um motor de 12 hp (8,9 kW) ou de 16 hp (12 kW).
Em 1905 a maioria da produção passou a ocorrer na cidade de Anderson (Indiana), onde sempre foram fabricados os motores e transmissões da marca. Neste mesmo ano a empresa passou a se chamar Lambert Automóveis.
Pouco mais de 300 veículos foram produzidos por essa empresa durante sua existência.